# Locomoció animal

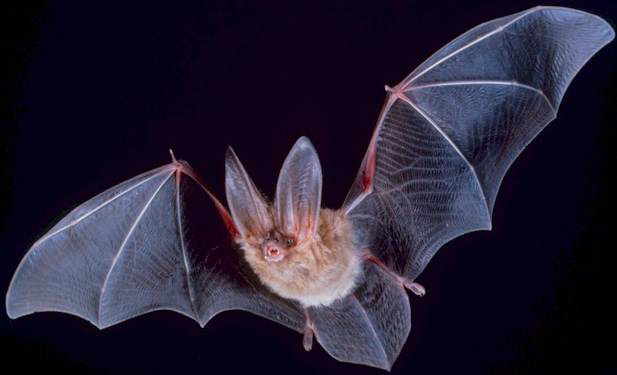
Una ratapinyada que vola. Les ratapinyades són els únics mamífers voladors.

En biomecànica, la locomoció animal és l'estudi de com es mouen els animals. No tots els animals es mouen, però la capacitat de moure's està estesa arreu del regne animal. Com que tots els animals són heteròtrofs, han d'obtenir aliment del seu entorn. Alguns animals com ara les esponges de mar són sèssils, i mouen el fluid en què viuen a través del seu cos (això es coneix com a alimentació per filtratge). Tanmateix, la majoria d'animals s'ha de moure per trobar aliment, una parella i altres necessitats. Per tant, la capacitat de moure's eficientment és essencial per la seva supervivència.
La locomoció requereix energia per superar la fricció i sovint també la gravetat. En un medi terrestre, cal superar la gravetat de l'entorn, tot i que la fricció de l'aire és una qüestió molt menor (excepte pels animals reptadors com els cucs, per als quals la fricció és molt més alta). En medis aquosos, en canvi, la fricció esdevé l'obstacle principal, i la gravetat és menys important. Alguns animals amb una flotabilitat innata no han de gastar moltes energies per mantenir una posició vertical, mentre que d'altres s'enfonsen i han d'esforçar-se per mantenir-se en l'aigua. La fricció pot ser un problema en el vol, i els cossos aerodinàmicament eficients dels ocells subratllen aquest punt. El vol presenta un problema diferent del moviment dins l'aigua, ja que no hi ha cap manera que un organisme vivent sigui menys dens que l'aire.